# Acroporium diminutum
Acroporium diminutum là một loài Rêu trong họ Sematophyllaceae. Loài này được (Brid.) M. Fleisch. mô tả khoa học đầu tiên năm 1923.